# 李載發
李載發（1934年4月21日—1959年2月4日），中國共產黨員，福建省惠安縣人，1955年8月以投奔自由名義進入大膽島，審訊表示為受派遣而來，受情報局吸收受訓，受何世華案牽連，進入情報局的林坤生、李戴發遭啟出共產黨團費證等證物，被判處死刑，1959年2月4日槍決於安坑刑場。

## 生平
李載發，1934年生於福建省惠安縣東坑村，1954年10月受廈門市船民協會主任陳獅介紹進入中國人民解放軍華東軍區廈門市分區工作組，自1955年5月至8月，在廈門市虎門路82號接受派遣來台潛伏的工作訓練，由分區指導員莊錦壽、工作組主任劉福成，工作組幹事陳發金負責組訓。1955年8月19日李載發駕船自大膽島上岸，經金防部偵查，李載發受指派之事全盤托出，同時期另有鄭添壽、林坤生兩人以相同方式駕船來歸。
1955年11月4日，台灣省保安司令部發文對林坤生、鄭添壽、李載發三人為發掘中共在台是否仍有情報據點移請司法行政部調查局鄭介民局長派員進行調查，分析滲透分為共產黨與軍事派遣，側重在社會性顛覆活動與軍事情報蒐集，調查局研擬實施反間之可行性，並將李載發、鄭添壽、林坤生等吸收進入軍情局受訓。
1957年台南發生何世華案，在台南市區小東路、北門路等地路燈張貼許多標語，如「洪國式烈士永垂不朽」、「解放台灣是中國解放軍的神聖任務 美國佬 滾回去」、「希特勒第二 艾森豪威爾」、「毛主席說：台灣是中國的一部分」、「世界和平戰士 毛澤東 布加甯」、「汪精衛賣給日本 蔣介石賣給美國」等數十條標語，不久，保防人員在何世華床底下搜出尚未張貼藏於甕中之「毛主席萬歲」等標語並有「台灣共產黨總部」之長條便簽近百張，引起高層震怒。何世華在偵訊時指林坤生、鄭添壽也與他一樣以類似方式投奔自由潛台進行偵蒐，何世華在大陸看過林坤生照片，林坤生、鄭添壽與何世華在金門時相遇暗號等情事，因此，分派到軍情局等單位之林坤生、李戴發、鄭添壽，也一併被關押審訊。
林坤生、李戴發等雖在金門時即已坦承是受指派而來，但因為何世華的案子又再次受到審訊，李戴發陳情書中表示有受到刑求，林坤生等人雖然一再喊冤並多次提交陳情書，但仍於1958年9月29日判處死刑，1959年2月4日林坤生、李戴發、鄭添壽槍決於新店安坑刑場。

## 紀念
2013年10月，北京西山國家森林公園的無名英雄廣場上立有無名英雄紀念碑，為紀念來台灣在1950年代被處決的隱避戰線烈士而設立。李載發的姓名銘刻於紀念碑上。